# نیکولا مک‌لین
نیکولا مک‌لین (انگلیسی: Nicola McLean؛ زاده ۱۶ سپتامبر ۱۹۸۱) مانکن اهل انگلستان است. وی همسر تام ویلیامز بازیکن فوتبال اهل قبرس نیز هست.